# Distrito de Punch (India)
Poonch o Punch es un distrito de la India situado en el territorio de Jammu y Cachemira. Según el censo de 2011, tiene una población de 476 835 habitantes.
Comprende una superficie de 1674 km².
El centro administrativo es la ciudad de Punch.

## Demografía
Según el censo 2011 cuenta con una población total de 476 835 habitantes, de los cuales 224 936 son mujeres y 251 899 son varones.